# Rosa-Luxemburg-Platz (metrostation)
Rosa-Luxemburg-Platz is een station van de metro van Berlijn, gelegen onder het gelijknamige plein in het stadsdeel Berlin-Mitte, nabij de kruising van de Torstraße en de Schönhauser Allee. Het metrostation is onderdeel van lijn U2 en werd geopend op 27 juli 1913 onder de naam Schönhauser Tor. Het station werd zowel door de nazi's als door de communistische DDR-autoriteiten hernoemd en kreeg zijn huidige naam in 1978. Er kan worden overgestapt op een tweetal (metro)tramlijnen.

## Geschiedenis
In maart 1910 begonnen de werkzaamheden aan de verlenging van de metrolijn door het Berlijnse stadscentrum (de huidige U2) vanaf station Spittelmarkt naar het noorden. Op 1 juli 1913 kwam het traject gereed tot station Alexanderplatz, een aantal weken later volgde het tweede deel van het tracé naar het nieuwe eindpunt Nordring (nu Schönhauser Allee). Ter hoogte van een voormalige poort in de Berlijnse stadsmuur, de Schönhauser Tor, verrees het eerste station van dit deel van de lijn, het huidige metrostation Rosa-Luxemburg-Platz. Om de lijn van de Alexanderplatz naar de Schönhauser Tor en verder naar het noorden te leiden was een scherpe bocht in de tunnel nodig, waarbij bovendien een aantal huizenblokken gekruist werd. Om deze reden moest een deel van het Scheunenviertel afgebroken en herbouwd worden.

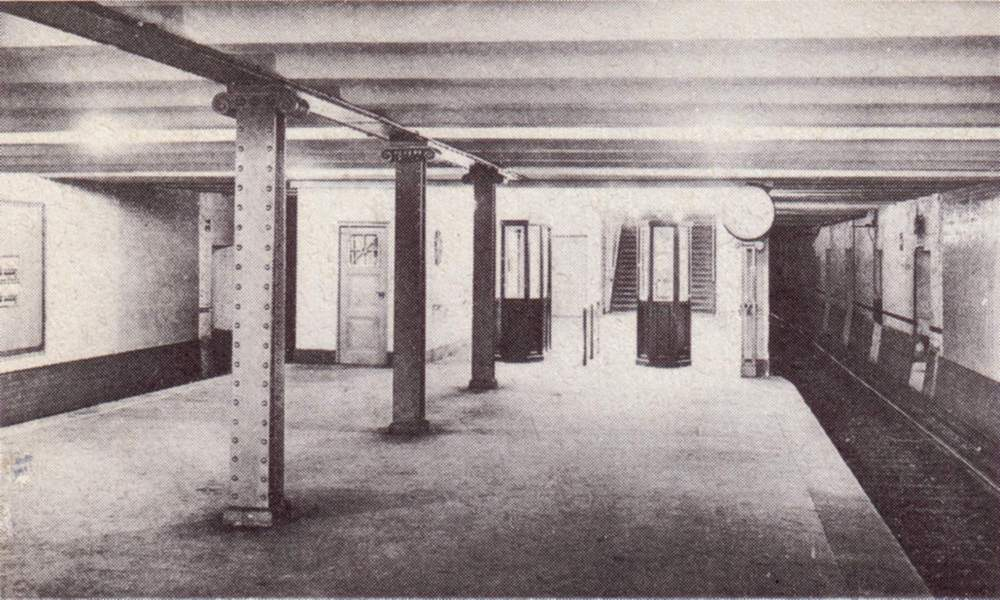
Metrostation Schönhauser Tor kort na de opening

Voor het ontwerp van de zeven in 1913 geopende metrostations tekende de Zweed Alfred Grenander, huisarchitect van het metrobedrijf, de Hochbahngesellschaft. Het strakke, functionele uiterlijk van station Schönhauser Tor en het nabijgelegen metrostation Senefelderplatz volgt het voorbeeld van de stations op het traject Potsdamer Platz – Spittelmarkt, vijf jaar eerder in gebruik gekomen en eveneens van de hand van Grenander. De architect paste wederom het concept van de kenkleur toe en hield daarbij dezelfde kleurenvolgorde aan als op het voorgaande traject. Station Schönhauser Tor kreeg de kenkleur geel, die tot uiting kwam op de stalen steunpilaren en de omlijstingen van de reclameborden en de ovale stationsnaamborden. De wanden werden bekleed met lichtgrijze tegels. Aangezien het metrostation slechts vier meter onder het straatniveau gelegen is, was er geen ruimte voor een tussenverdieping. Aan beide uiteinden van het eilandperron werd daarom een klein voorportaal gecreëerd van waaruit een trap naar de middenberm van de bovenliggende straat leidt.

### Nazitijd en Tweede Wereldoorlog
Op 1 mei 1934 werd station Schönhauser Tor net als de nabijgelegen Bülowplatz omgedoopt tot Horst-Wessel-Platz, ter ere van de nationaalsocialistische volksheld Horst Wessel.
Tijdens de Tweede Wereldoorlog werd het station Horst-Wessel-Platz op 16 april 1945 getroffen door een vliegtuigbom. Vanwege de grote schade die het Berlijnse metronet door de bombardementen had geleden, was er op dat moment nog nauwelijks metroverkeer mogelijk; op 25 april 1945 werd de dienst volledig stilgelegd. De situatie verergerde nog in mei 1945, toen de Noord-zuidtunnel van de S-Bahn ter hoogte van het Landwehrkanaal werd opgeblazen en onder water kwam te staan. Via een voetgangerstunnel in station Friedrichstraße bereikte het water ook het metronetwerk. Bijna een miljoen kubieke meter water verspreidde zich vervolgens door de tunnels, waardoor ook lijn A (de huidige U2) deels overstroomde. Omdat de tunnel richting station Horst-Wessel-Platz licht stijgt, bleef het metrostation echter gespaard en kwam het water niet verder dan station Alexanderplatz. Na het einde van de oorlog begon men met het leegpompen van de tunnels en vanaf 26 mei 1945 reden er weer pendeltreinen tussen de stations Schönhauser Allee en Alexanderplatz. Stap voor stap kwam de lijn weer in gebruik, totdat de volledige dienst in september 1946 hersteld was. Station Schönhauser Tor had inmiddels zijn oorspronkelijke naam teruggekregen.

### DDR-periode
Op 27 februari 1950 onderging het station opnieuw een naamsverandering: vooraan heette het Luxemburgplatz, naar de Duits-Poolse revolutionaire Rosa Luxemburg. Ruim tien jaar later knipte de bouw van de Berlijnse Muur lijn A in tweeën; vanaf 1961 reden de Oost-Berlijnse treinen in westelijke richting niet verder dan station Thälmannplatz.
In de jaren zestig of zeventig stak men de metrostations op het centrale deel van lijn A in een nieuw jasje. De wanden van station Luxemburgplatz werden bekleed met de verticaal geplaatste gele tegels die er nog altijd te vinden zijn.

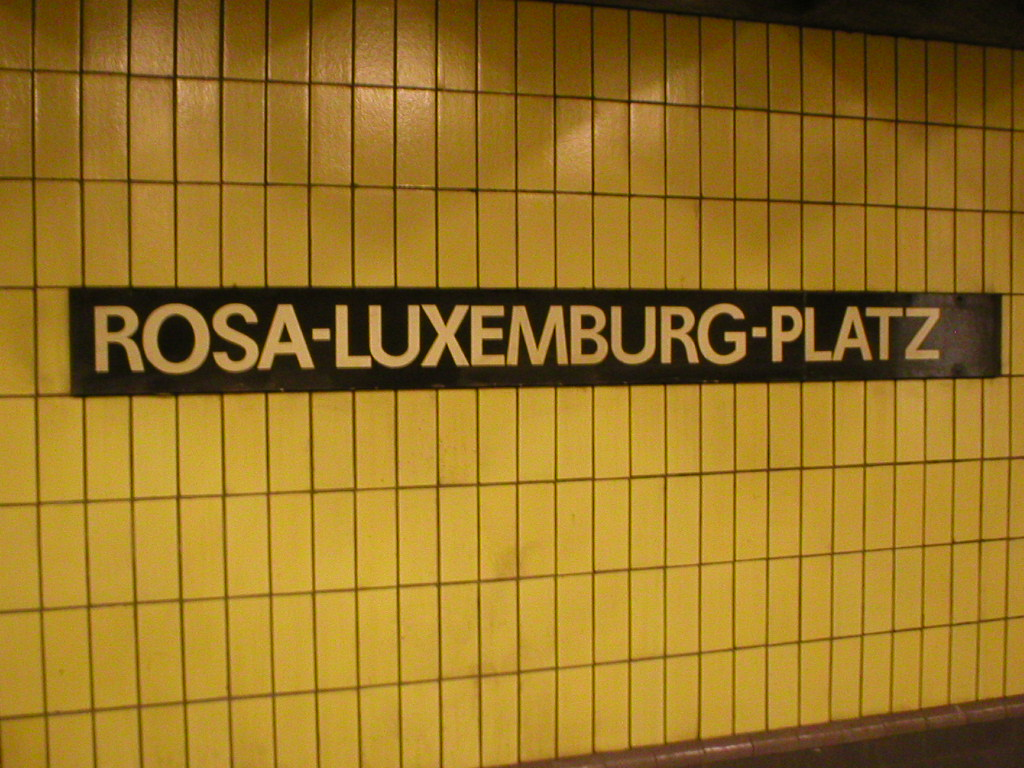
Sinds 1 mei 1978 draagt station Rosa-Luxemburg-Platz zijn huidige naam.

In 1971 werd langs een keerspoor ten noorden van het station een kleine werkplaats ingericht. Na de splitsing van lijn A in 1961 was de zich in West-Berlijn bevindende kleinprofielwerkplaats Grunewald immers niet meer bereikbaar. Het onderhoud van het kleinprofielmaterieel vond daarom plaats in de grootprofielwerkplaats Friedrichsfelde aan lijn E (U5). Het transport van kleinprofieltreinen over het grootprofielnet was echter omslachtig. De mogelijkheid eenvoudige werkzaamheden uit te voeren aan de Luxemburgplatz gaf wat meer lucht, maar gedurende de gehele DDR-periode bleef een grote behoefte aan een eigen kleinprofielwerkplaats voor lijn A bestaan.
Op 1 mei 1978, Dag van de Arbeid, werd de voornaam Rosa aan de stationsnaam toegevoegd, zodat het metrostation voortaan Rosa-Luxemburg-Platz heette.
In 1987 werd station Rosa-Luxemburg-Platz ter ere van het 750-jarig bestaan van Berlijn opgeluisterd met afbeeldingen van Albert Einstein, Karl Liebknecht, Käthe Kollwitz en andere personen en gebeurtenissen die een belangrijke rol in de geschiedenis van Duitsland hadden gespeeld.

### Hereniging

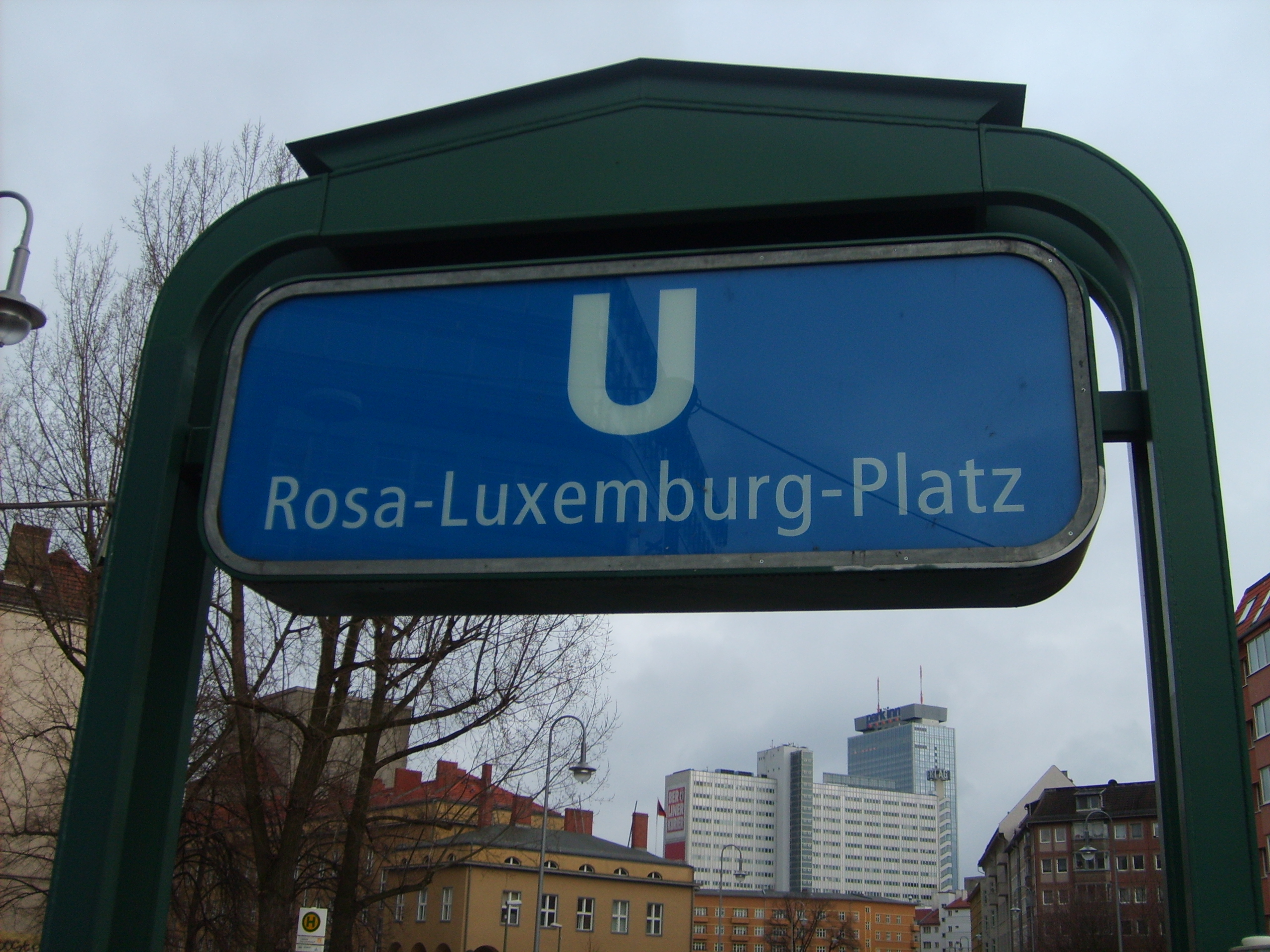
Een van de toegangen tot het station

Na de val van de DDR en de hereniging van de twee Duitse staten in 1990 kregen vrijwel alle onder het communistische bewind hernoemde straten en metrostations hun oude naam terug. De Rosa-Luxemburg-Platz behield echter zijn naam, omdat deze al geruime tijd ingeburgerd was en er bovendien ook in West-Duitsland diverse straten en pleinen naar Rosa Luxemburg vernoemd waren.
In 1993 kwam de ontbrekende schakel Wittenbergplatz – Gleisdreieck – Mohrenstraße weer in gebruik en was de U2 weer een. Aangezien de werkplaats Grunewald voortaan weer probleemloos bereikt kon worden vanuit het oosten van de stad, raakte de werkplaats Rosa-Luxemburg-Platz in onbruik en keerde een eenvoudig keerspoor terug.
Nog altijd wacht het meer dan honderd jaar oude metrostation, dat de monumentenstatus geniet, op een grondige restauratie. Een aantal stations op het centrale deel van de U2 werd reeds eerder in oorspronkelijke staat teruggebracht. Uiteindelijk moeten alle Berlijnse metrostations van liften voorzien zijn. Volgens de prioriteitenlijst van de Berlijnse Senaat zal er voor 2010 een lift ingebouwd worden in station Rosa-Luxemburg-Platz. Deze limiet werd niet gehaald; de prioriteitenlijst van 2013 staat metrostation Rosa-Luxemburg-Platz gepland in de periode 2017-2018.